# گروه یانگور
گروه یانگور (انگلیسی: Youngor Group) شرکت پوشاک چینی است، که در سال ۱۹۷۹ تأسیس شد.